# Pidhirne, Feodosia
Pidhirne (în ucraineană Підгірне) este un sat în comuna Nasîpne din orașul regional Feodosia, Republica Autonomă Crimeea, Ucraina.

## Demografie
Componența lingvistică a localității Pidhirne
     Rusă (56,6%)
     Tătară crimeeană (30,19%)
     Ucraineană (12,26%)
Conform recensământului din 2001, majoritatea populației localității Pidhirne era vorbitoare de rusă (56,6%), existând în minoritate și vorbitori de tătară crimeeană (30,19%) și ucraineană (12,26%).